# Nicol Williamson
Nicol Williamson, född 14 september 1936 i Hamilton, South Lanarkshire, död 16 december 2011 i Amsterdam, var en brittisk skådespelare och sångare.

## Filmografi i urval
- 1968 – The Bofors Gun
- 1968 – Inadmissible Evidence
- 1969 – Laughter in the Dark
- 1969 - Hamlet
- 1975 – Flykten mot Botswana
- 1976 – Robin Hood – äventyrens man
- 1976 – Den sju-procentiga lösningen
- 1977 – Sa jag adjö när jag kom?
- 1978 – Columbo (TV-serie)
- 1978 – Snacka om deckare, alltså!
- 1981 – Excalibur
- 1985 – Christopher Columbus (TV-serie)
- 1985 – Oz – en fantastisk värld
- 1986 - Lord Mountbatten: The Last Viceroy (TV-serie)
- 1987 – Svarta änkan
- 1990 – Exorcisten III
- 1996 – Det susar i säven
- 1997 – Spawn